# An-Nuwajha
An-Nuwajha (arab. النويحة) – wieś w Syrii, w muhafazie Hims. W 2004 roku liczyła 803 mieszkańców.